# Filippo Jannelli

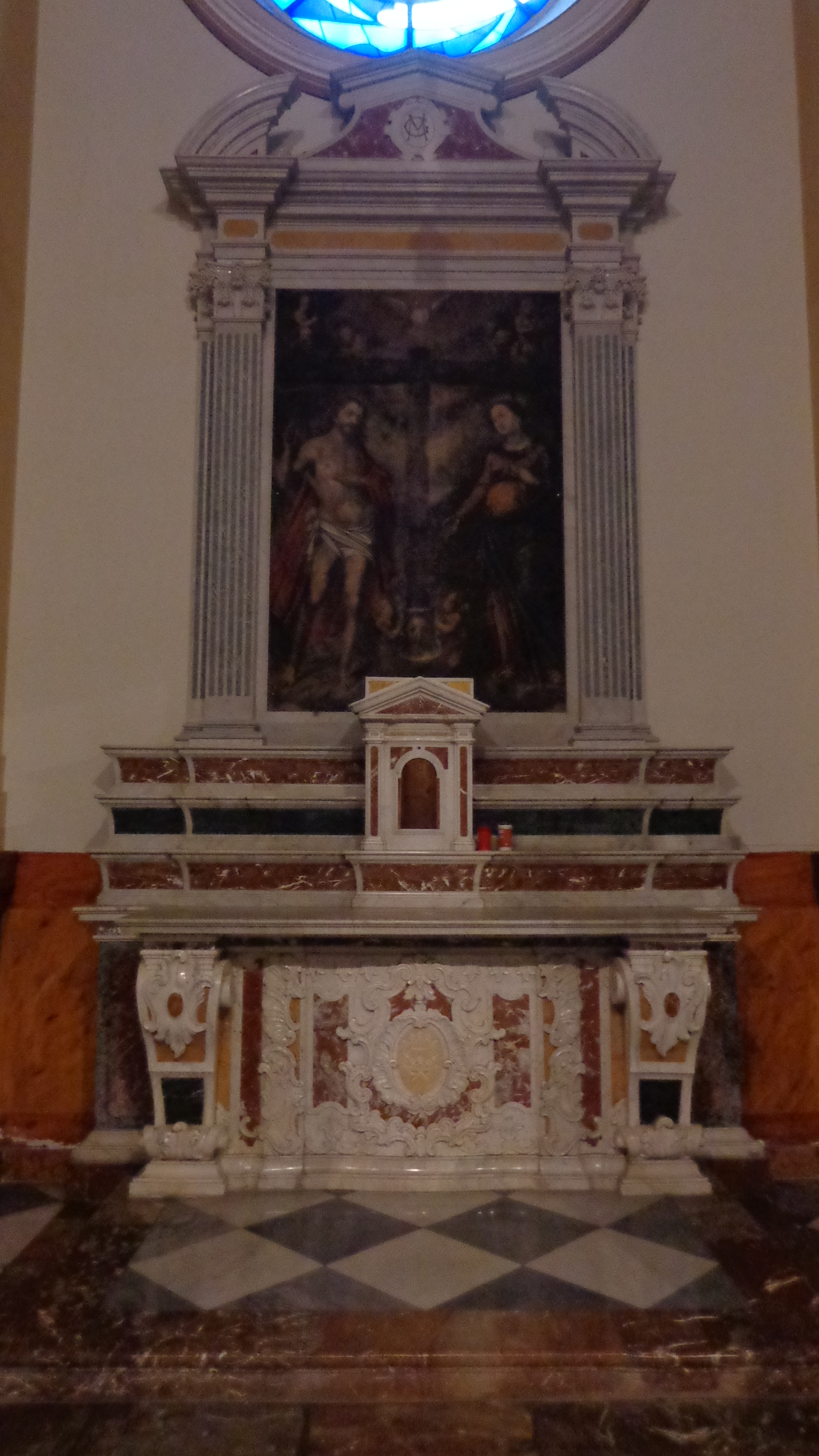
Esaltazione della Santa Croce, Basilica minore di San Sebastiano.

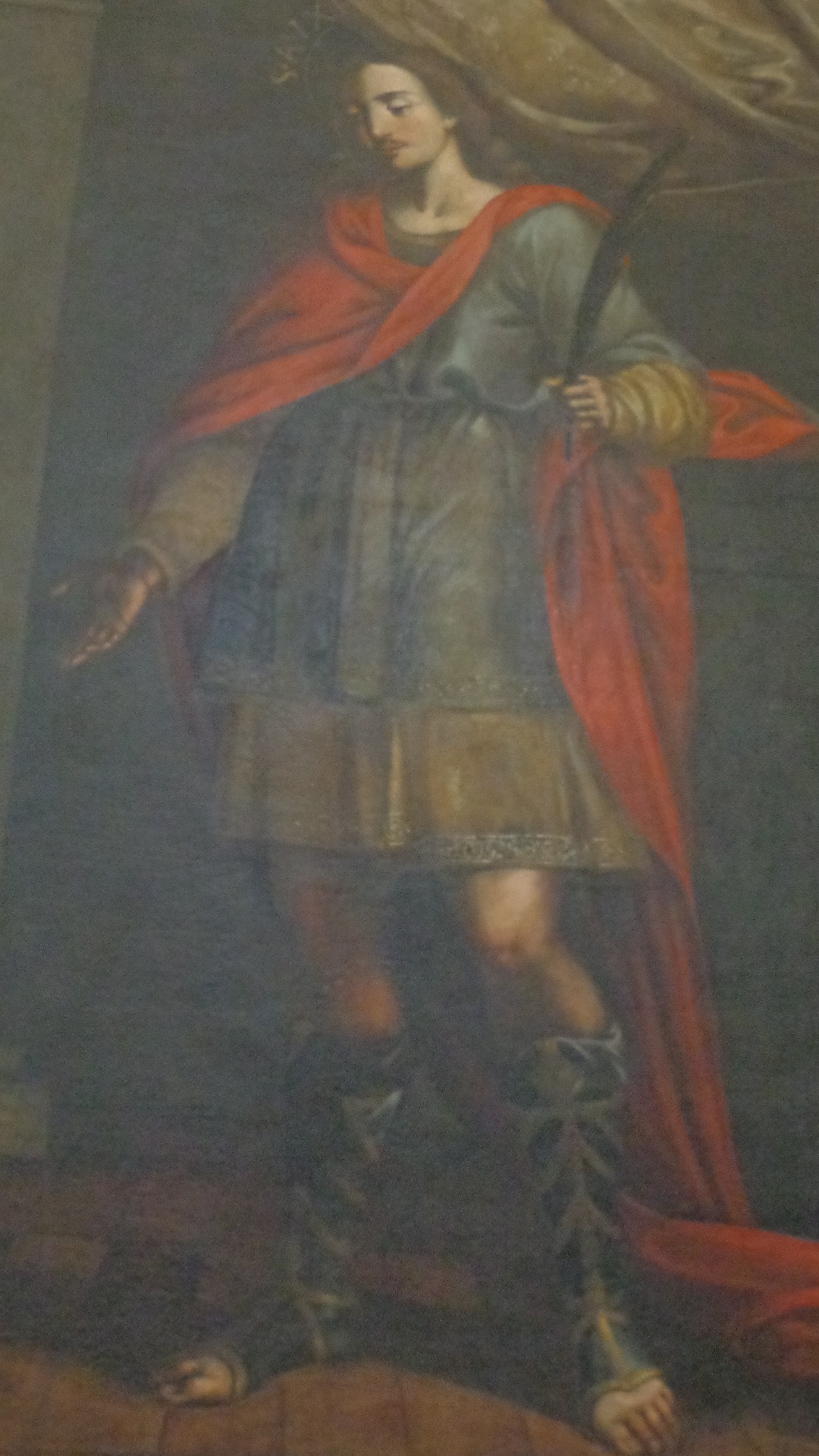
Sant'Eusenzio, particolare,
Chiesa di Gesù e Maria.

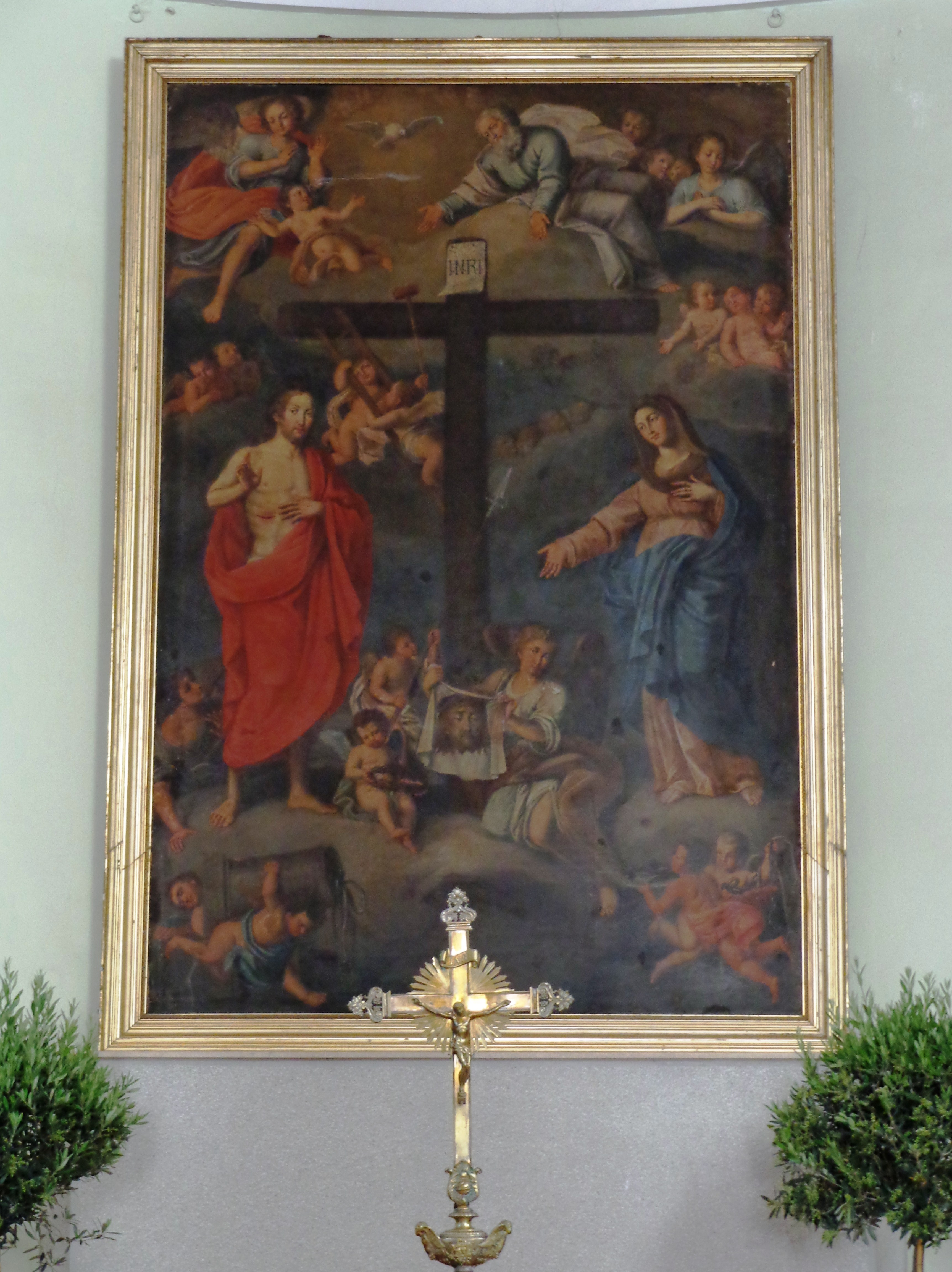
Esaltazione della Santa Croce,
Chiesa di Gesù e Maria.

Filippo Jannelli (Castroreale, 1621 – Santa Lucia del Mela, 1696) è stato un pittore italiano.

## Biografia
Filippo Jannelli (o Iannelli), nacque a Castroreale nel 1621, da Cataldo e Filippella Jannelli, nel 1658 si sposò con Antonia Greco a Santa Lucia del Mela (prov. Messina), e da essa ebbe una figlia di nome Vittorina Maria, battezzata nel 1668. Padre o fratello maggiore di Giovanni Andrea Jannelli, Castroreale 1660 (?).
Il 22 febbraio 1696 all'età di 75 anni, morì a Santa Lucia del Mela, e fu seppellito nella Cattedrale.

## Opere
Barcellona Pozzo di Gotto 
- Basilica minore di San Sebastiano:
  - 1655 (?), Trionfo della Croce fra Gesù e Maria, olio su tela, pala d'altare proveniente dal duomo antico di San Sebastiano e custodita nell'Altare di Gesù e Maria.
  - 1655 (?), Vergine degli Agonizzanti raffigurata fra San Michele Arcangelo, San Camillo de Lellis e San Giuseppe, pala d'altare proveniente dalla chiesa degli Agonizzanti e custodita nell'Altare degli Agonizzanti.
- 1659, Madonna Odigitria raffigurata con monaci basiliani, pala d'altare autografa, opera custodita nella chiesa di Sant'Antonio da Padova.

Opere attribuite:
- Chiesa di Gesù e Maria
  - XVII secolo, San Biagio, dipinto su tela.
  - 1677, Sant'Eusenzio, dipinto su tela.
  - XVII secolo, Madonna dell'Itria raffigurata con i Santi Cosma e Damiano.
  - XVII secolo, Trionfo della Croce o Gesù e Maria, pittura su tela, di ignoto autore, attribuzione per stile e per tema.

 Castroreale 
- Museo Civico:
  - 1653c., Crocifisso ritratto tra la Vergine Maria e San Gregorio Magno, olio su tela.
  - 1653, Sant'Antonio di Padova, olio su tela.
  - 1653, San Felice da Cantalice, olio su tela.
- Duomo di Santa Maria Assunta:
  - 1655, Madonna del Rosario raffigurata con San Domenico di Guzmán, Santa Caterina da Siena, Santi Cosma e Damiano e San Cono Abate, pala d'altare, opera autografa.
  - 1660 (?), Anime del Purgatorio, pala d'altare, attribuzione.
  - 1680, Madonna degli Agonizzanti, pala d'altare autografa.
- 1653, Sant'Antonio e di San Felice da Cantalice, olio su tela, opera documentata nella chiesa di Santa Maria delle Grazie.

 Milazzo 
- XVII secolo, Vergine con Santi, pala d'altare, opera custodita nella chiesa di Nostra Signora del Santo Rosario.

 Novara di Sicilia 
- 1661, Sant'Ignazio, opera custodita nella chiesa dell'Annunziata.

 Santa Lucia del Mela 
- Concattedrale di Santa Maria Assunta:
  - 1676, Immacolata Concezione raffigurata con Santa Cecilia, Santa Rosalia, San Lorenzo e San Giacomo Maggiore, pala d'altare, opera custodita nel transetto destro.
  - 1691, Martirio di San Bartolomeo, opera proveniente dalla chiesa di San Francesco, ora custodita nel tesoro della cattedrale.
- 1685, Vergine con Trinità e Anime del Purgatorio, opera custodita nella chiesa di Santa Maria dell'Arco.

 Roccavaldina 
- XVII secolo, Annunziata, olio su tela, opera proveniente dalla demolita chiesa del Rosario e custodita nel duomo di San Nicolò.

## Galleria d'immagini

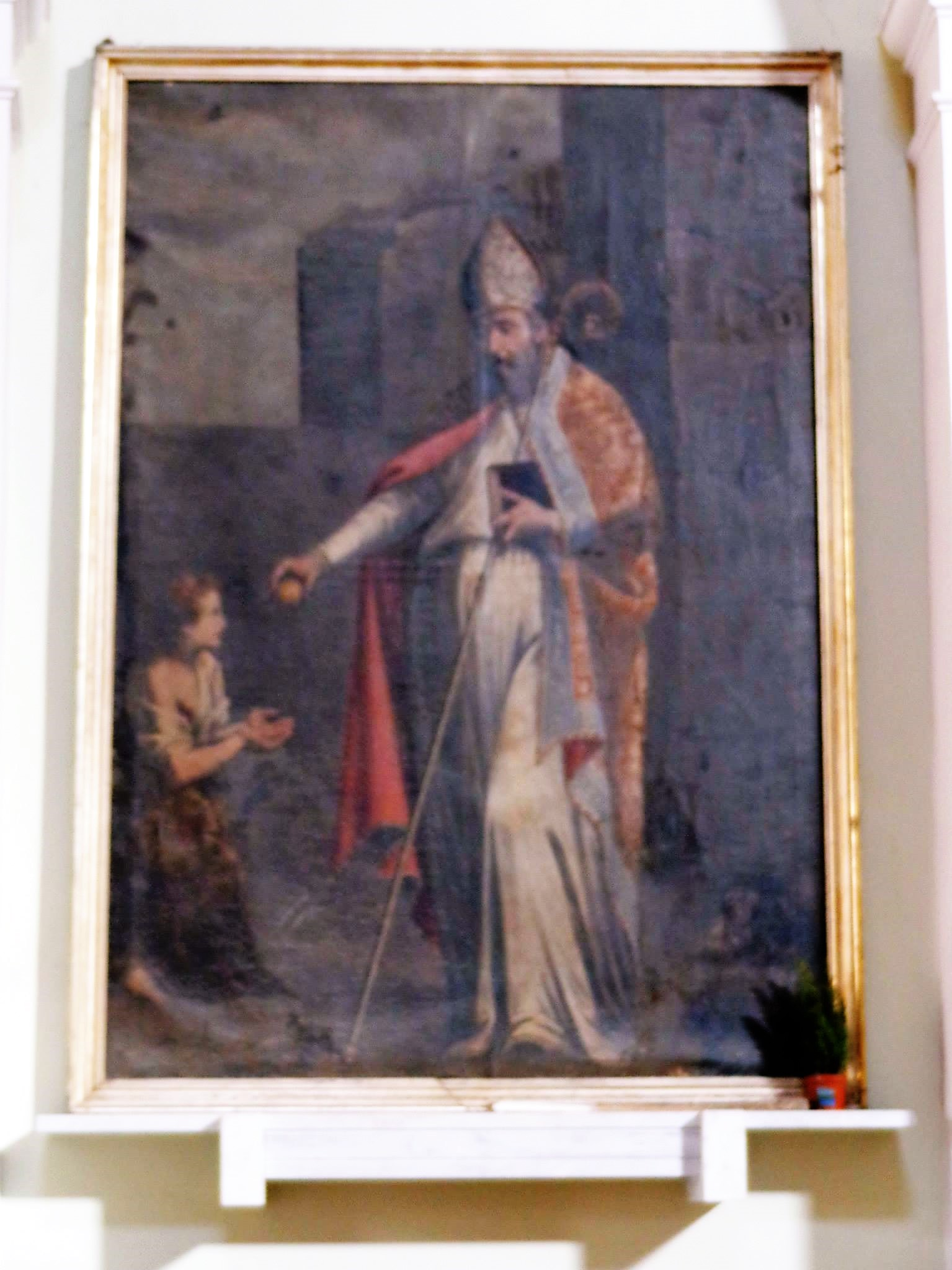
San Biagio Vescovo, Chiesa di Gesù e Maria.
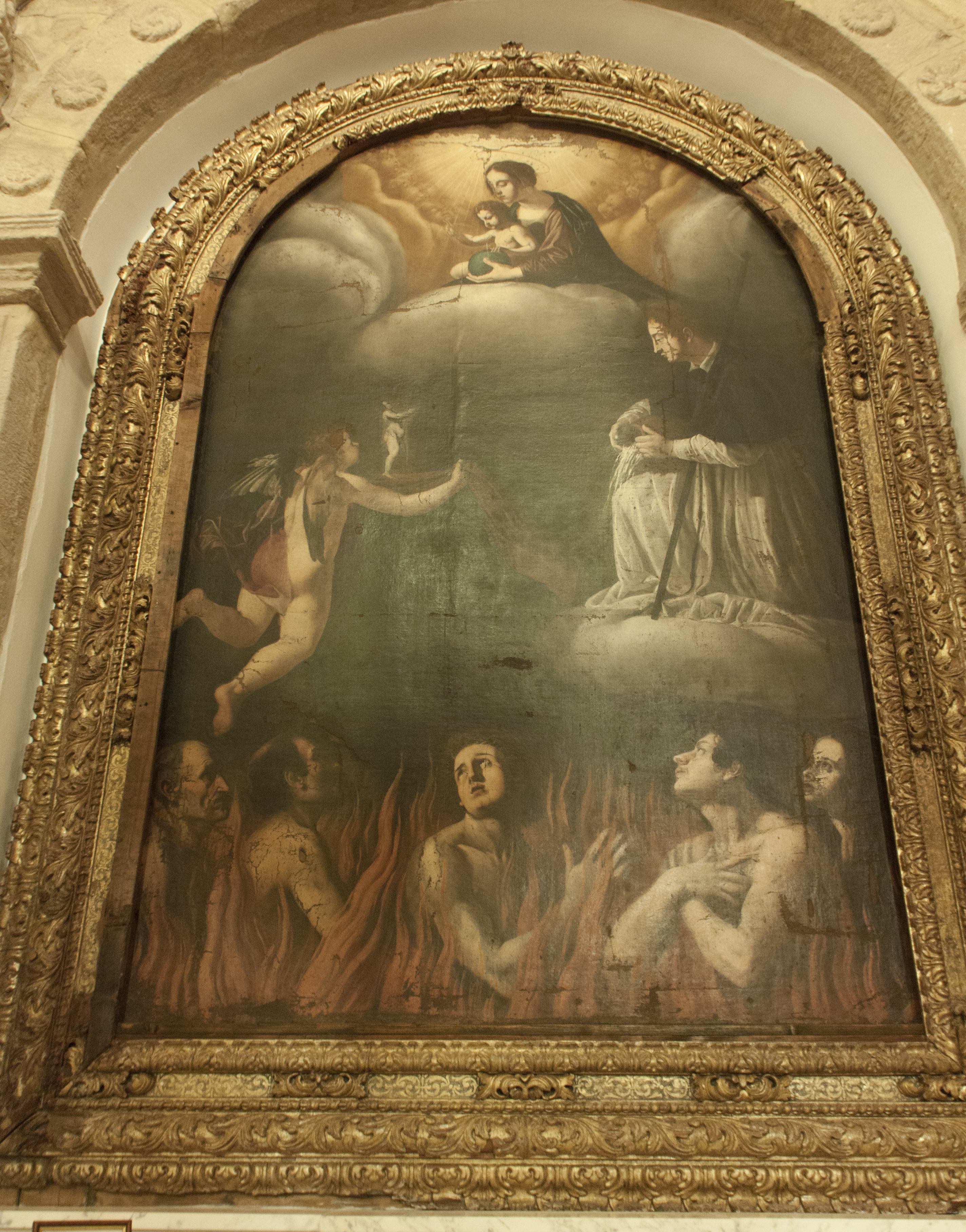
Anime Purganti, Duomo di Santa Maria Assunta.
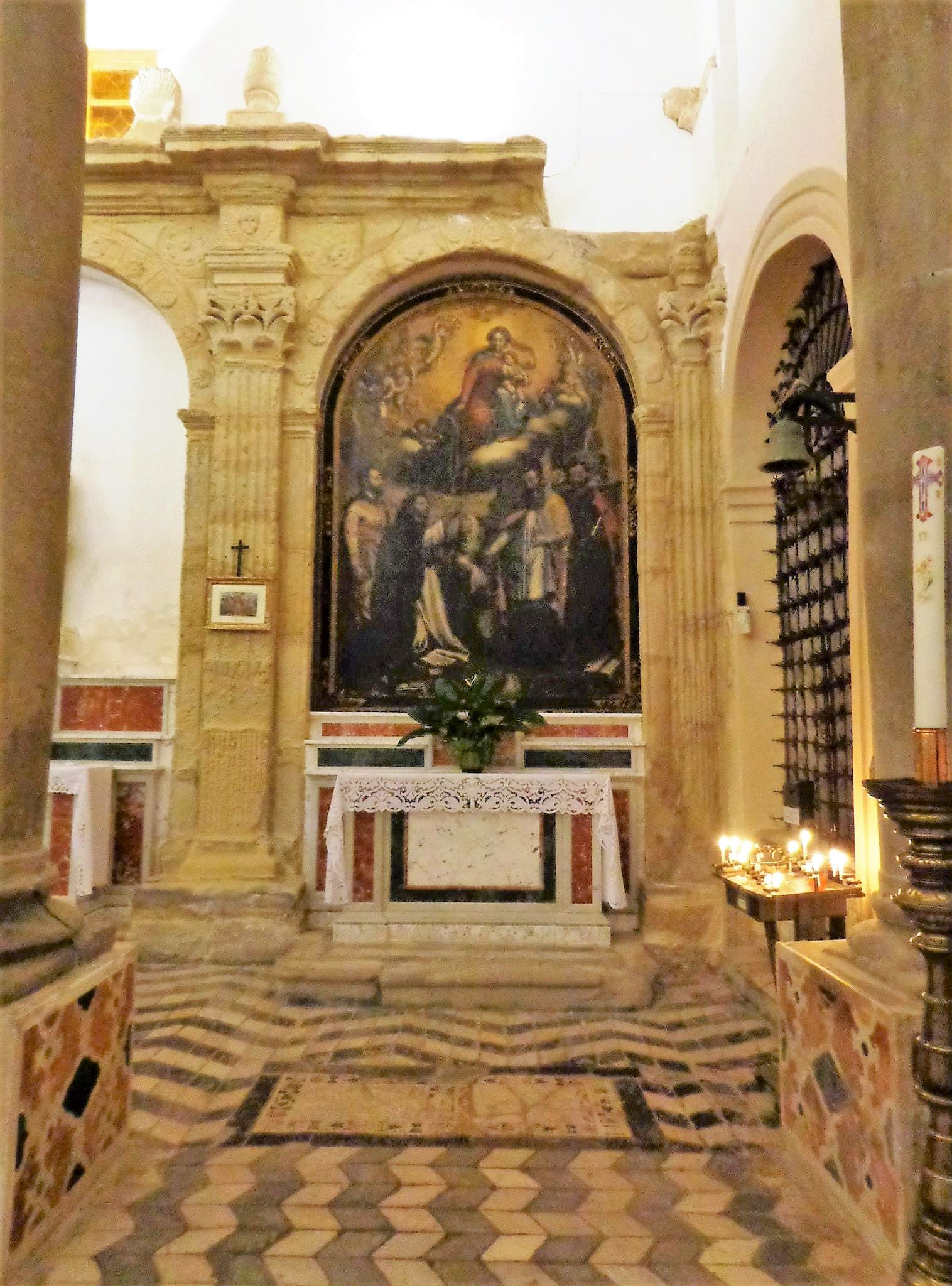
Vergine del Rosario, Duomo di Santa Maria Assunta.
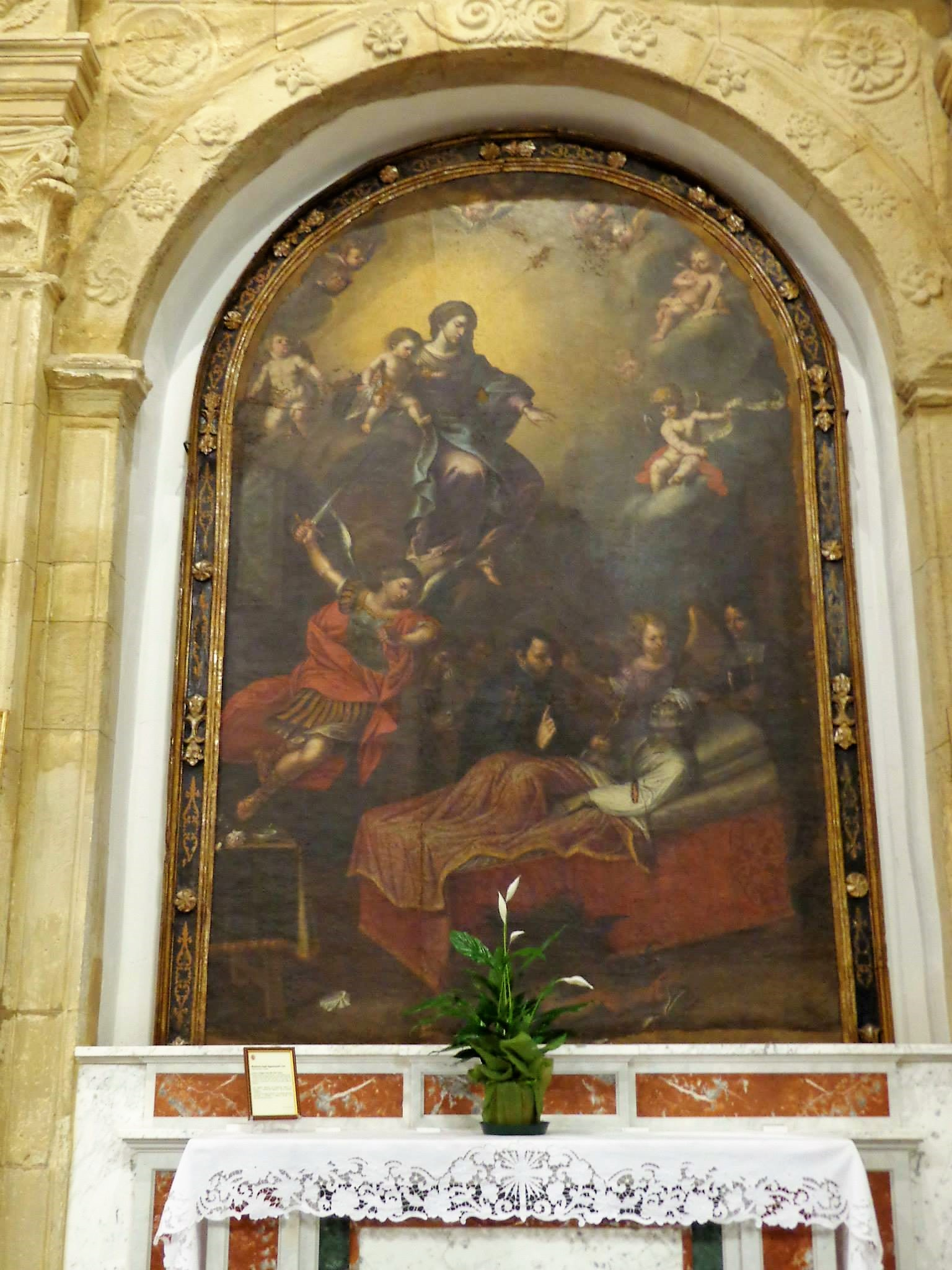
Vergine del Rosario, Duomo di Santa Maria Assunta.
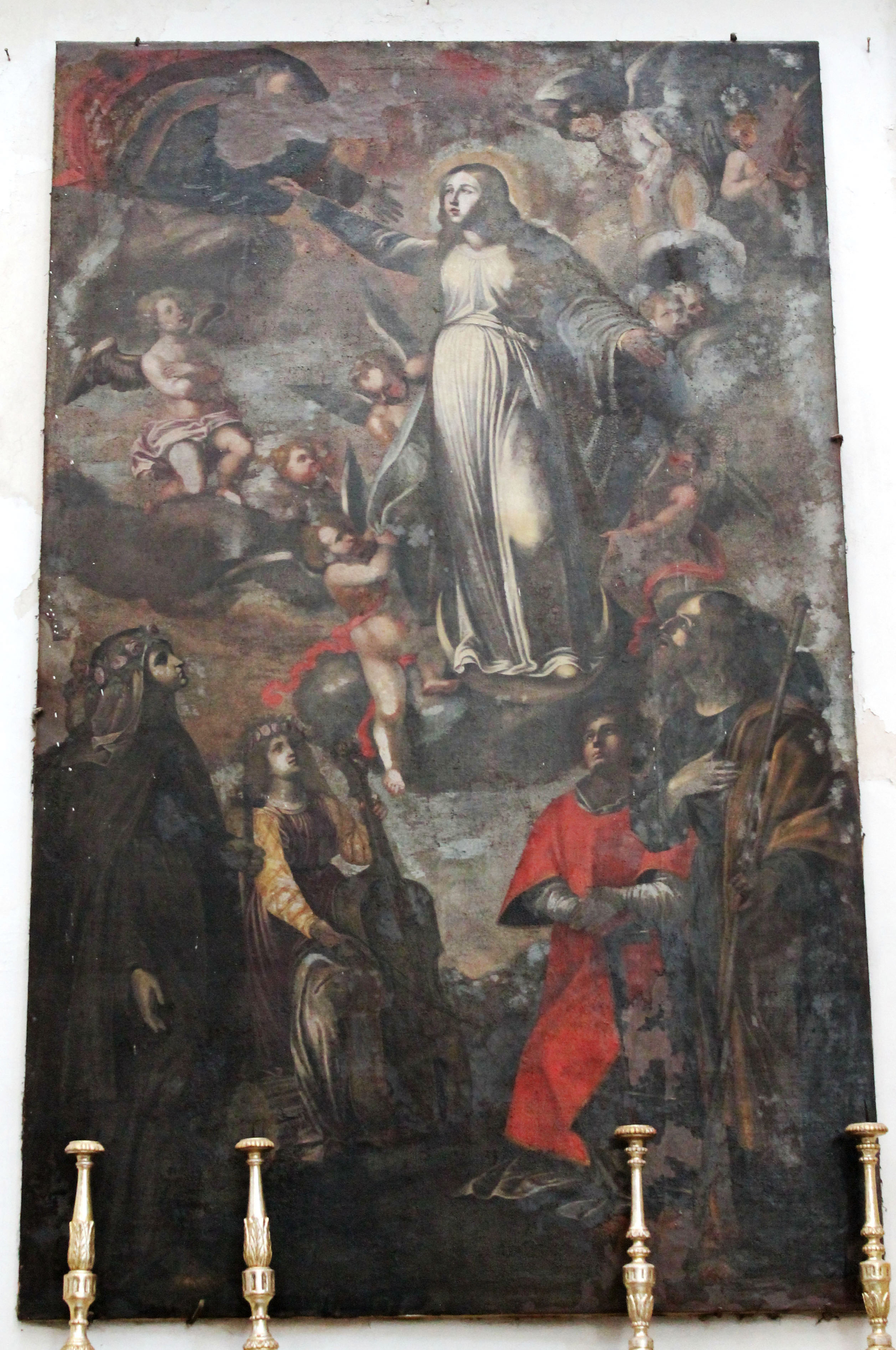
Immacolata Concezione, Concattedrale di Santa Maria Assunta.
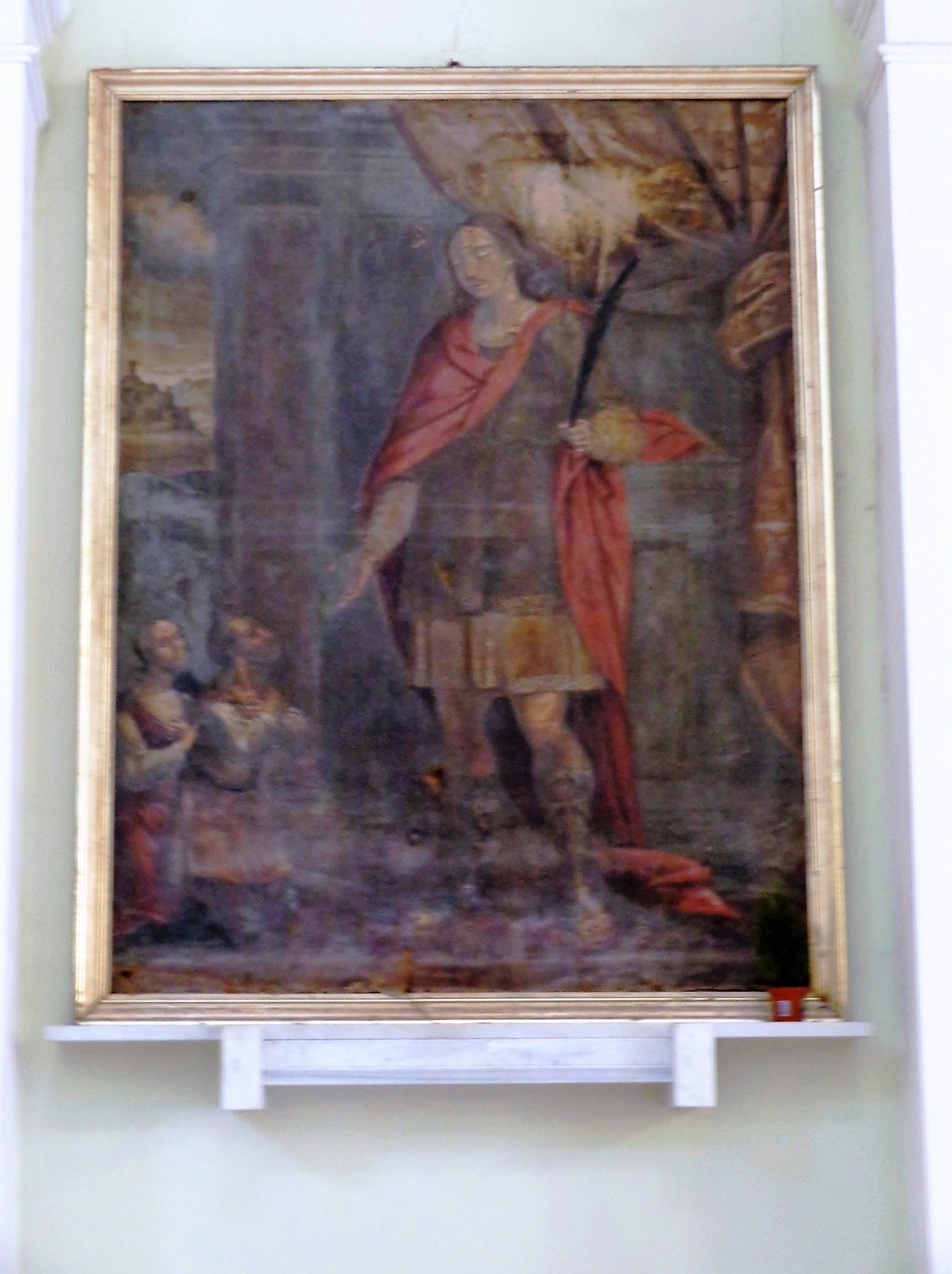
Sant'Eusenzio, Chiesa di Gesù e Maria.